# 애기씨신
애기씨신 또는 아기씨신은 한국의 무속의 신의 한 사람이다. 왕녀 혹은 왕실 가문의 딸 또는 여자로써 15세 미만에 죽은 여신을 가리킨다.
그중 무속인에 따라 왕녀 등 고귀한 가문의 딸은 수풀당 주신, 또는 공주신으로 부르며 다른 애기씨신들과 따로 구분하기도 한다. 이들은 동자신, 도령신, 태주신 등과 함께 인간의 운명을 말하여 주는 신들이기도 하다.

## 같이 보기
- 무속의 신
- 바리데기
- 애동제자
- 군웅신
- 최영
- 김유신
- 뒤주대감